# Mönchwaldsee
Der Mönchwaldsee ist ein Baggersee im Stadtgebiet der hessischen Stadt Kelsterbach.
Der 15,4 Hektar große See liegt auf dem linken Hochufer des Mains im Landschaftsschutzgebiet Mainschleusen. Seine maximale Tiefe beträgt 32 Meter. Das östliche Ufer ist sehr steil und mit einem Zaun vom daran entlang verlaufenden Forstweg abgetrennt. Das südliche Ufer ist ebenfalls unzugänglich, hier befindet sich hinter einem Forstweg und einer Schutzwand für Vögel die 2011 in Betrieb genommene Landebahn Nordwest des Flughafens Frankfurt. Am Westufer verläuft ein Weg direkt am See. Das Nordufer ist teilweise sehr flach; Baden, Tauchen, Zelten, Grillen oder Befahren ist jedoch aus Naturschutzgründen untersagt.

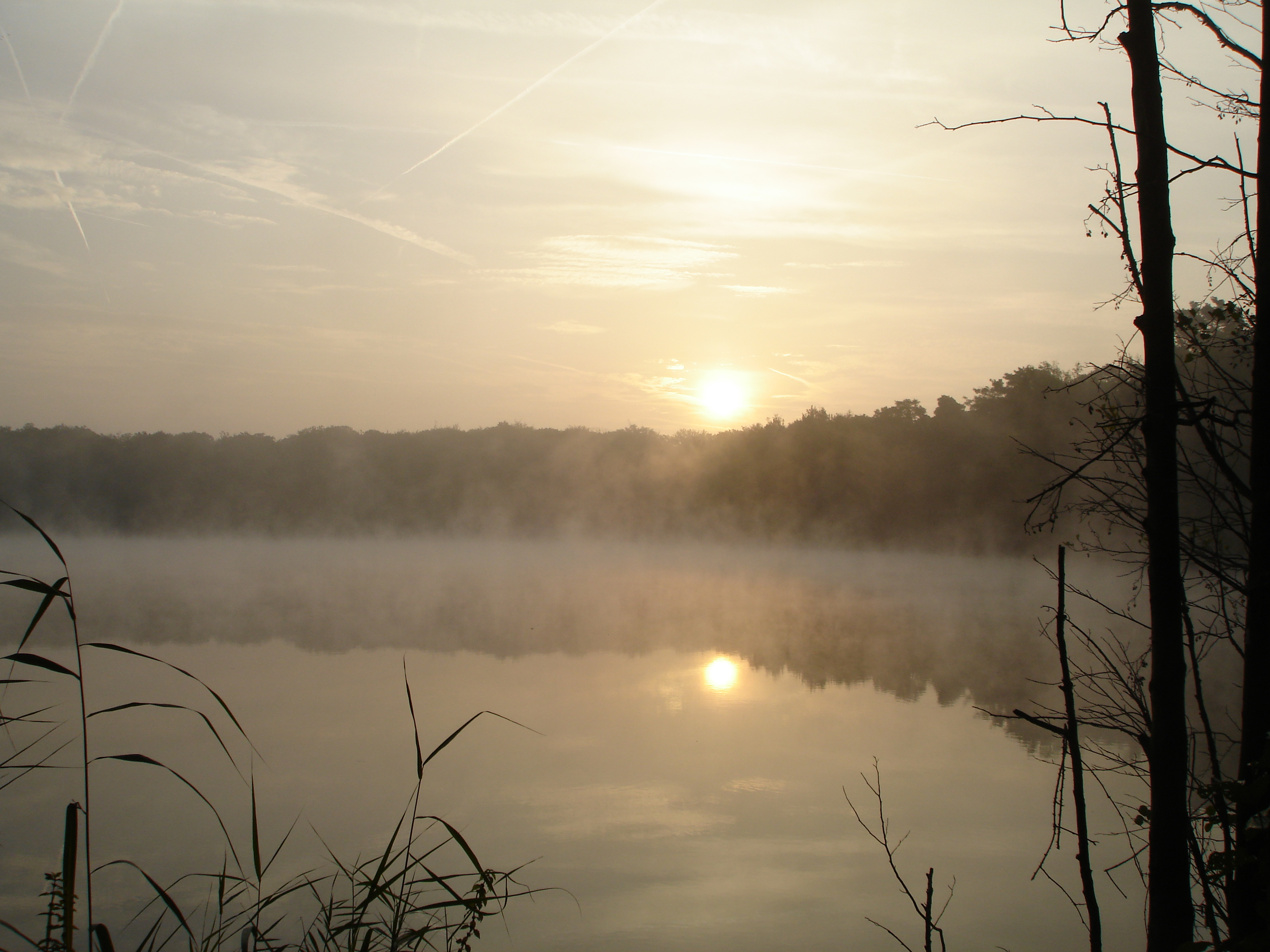
Nebelschwaden steigen morgens am 18. Oktober 2006 von noch „unberührten“ Mönchwaldsee im Kelsterbacher Wald auf, lange bevor die Rodungsarbeiten für die Nordwest-Bahn des Frankfurter Flughafens begonnen haben. Noch ist der See rundum von Wald umgeben.